# Ulrich Schreck
Ulrich Rainer Schreck (Tauberbischofsheim, 1962. március 11. –) olimpiai és világbajnok német tőrvívó, edző.